# إيليا دياكوف
إيليا دياكوف (بالبلغارية: Илия Дяков)‏ (من مواليد 29 سبتمبر 1963): وهو لاعب كرة قدم بلغاري سابق كان يلعب كمدافع. كان من ضمن تشكيلة المنتخب البلغاري في نهائيات كأس العالم لكرة القدم 1986 لكنه لم يلعب. ولكن لعب في التصفيات المؤهلة لبطولة 1986، وفاز مع المنتخب قي 5 مباراة دولية. وعلى المستوى المحلي لعب لنادي بي في سي دوبرودزا دوبريتش، سسكا صوفيا وسلافيا صوفيا.

## روابط خارجية
- إيليا دياكوف على موقع الاتحاد الدولي (مؤرشف)  (الإنجليزية)
- إيليا دياكوف على موقع قاعدة بيانات كرة القدم.إي يو (الإنجليزية)
- إيليا دياكوف على موقع ناشيونال فوتبول تيمز (الإنجليزية)